# Palmarès del Tout Puissant Mazembe
Il Tout Puissant Mazembe, noto in passato come Tout Puissant Englebert, è una società calcistica congolese con sede nella città di Lubumbashi. 
Fondata nel 1939, ha vinto, tra l'altro, 5 CAF Champions League. Nel 2010 è stata la prima squadra affiliata alla CAF ad accedere alla finale della Coppa del mondo per club FIFA, dove fu sconfitta dall'Inter.

## Competizioni nazionali
- Campionato di calcio della Repubblica Democratica del Congo: 20

1966, 1967, 1969, 1976, 1987, 2000, 2001, 2006, 2007, 2009, 2011, 2013, 2014, 2015-2016, 2016-2017, 2018-2019, 2019-2020, 2021-2022, 2023-2024
- Coppa della Repubblica Democratica del Congo: 5

1966, 1967, 1976, 1979, 2000
- Supercoppa della Repubblica Democratica del Congo: 3

2013, 2014, 2016

## Competizioni regionali
- Katanga Provincial League (LIFKAT): 2

2006, 2007

## Competizioni internazionali
- Coppa dei Campioni d'Africa/CAF Champions League: 5

1967, 1968, 2009, 2010, 2015
- Coppa delle Coppe d'Africa: 1

1980
- Supercoppa CAF: 3

2010, 2011, 2016
- Coppa della Confederazione CAF: 2

2016, 2017

## Competizioni giovanili
- Torneo Internazionale Città di Gradisca - Trofeo Nereo Rocco: 1

2022

## Altri piazzamenti
- Campionato di calcio della Repubblica Democratica del Congo:

Secondo posto: 2002, 2004, 2008, 2010, 2014-2015, 2017-2018
Terzo posto: 2005
- Coppa della Repubblica Democratica del Congo:

Finalista: 2003
- CAF Champions League:

Finalista: 1969, 1970
Semifinalista: 1972, 2002, 2012, 2014, 2018-2019, 2023-2024
- Coppa della Confederazione CAF:

Finalista: 2013
Semifinalista: 2021-2022
- Supercoppa CAF:

Finalista: 2016, 2017, 2018
- Coppa del mondo per club FIFA:

Finalista: 2010
- Coppa Kagame Inter-Club:

Semifinalista: 2009